# Vladimir Kanajkin
Vladimir Alexejevič Kanajkin (rusky Владимир Алексеевич Канайкин; * 21. března 1985, Mordvinsko) je ruský atlet, závodící v chodeckých disciplínách.

## Kariéra
V roce 2001 vybojoval v Debrecínu na MS do 17 let zlatou medaili v chůzi na 10 000 metrů. O rok později se stal na téže trati v Kingstonu juniorským mistrem světa. Na následujícím MS juniorů 2004 v italském Grossetu si došel pro stříbrnou medaili. Na Mistrovství Evropy v atletice 2006 v Göteborgu dokončil chodecký závod na 50 km v čase 3.51:51 na 9. místě. V roce 2007 se stal vítězem evropského poháru v chůzi.
29. září 2007 při závěrečném závodě chodeckého seriálu IAAF World Challenge v Saransku vytvořil časem 1.17:16 (prům. rychlost 15,5 km/h) nový světový rekord v chůzi na 20 km. Dosavadní rekord Jeffersona Péreze z Ekvádoru vylepšil o pět sekund. V roce 2008 byl Kanajkin usvědčen z používání nedovolených podpůrných prostředků, tzv. látky EPO a byl potrestán dvouletým zákazem startů. Trest mu vypršel 8. září 2010.